# Rocket Gibraltar
Rocket Gibraltar (no Brasil, O Rochedo de Gibraltar) é um filme americano de 1988, uma comédia dramática dirigida por Daniel Petrie.
O rochedo do título é apenas um barco de madeira encontrado pelas crianças e transformado em peça-chave da história.
O filme apresenta canções interpretadas por Al Green ("So Tired Of Being Alone", dele mesmo), Billie Holiday (acompanhada da orquestra de Percy Faith na canção "You Better Go Now", de J. Bickley Reichner e Irvin Graham) e Mike Mo ("It Could Have Been Anybody", de Mike Morgenstern).
O filme marca a estreia nas telas dos atores Macaulay Culkin e Sara Rue.

## Sinopse
A família toda se reúne na casa do poeta e professor Levi Rockwell, que completa 77 anos, e seus netos resolvem lhe preparar uma grande surpresa.

## Elenco
- Burt Lancaster
- Bill Pullman
- Kevin Spacey
- Macaulay Culkin
- Suzy Amis
- Patricia Clarkson
- Frances Conroy
- Sinéad Cusack